# غيرترود إليوت
غيرترود إليوت (بالإنجليزية: Gertrude Elliott)‏ هي سفرجات وممثلة أمريكية، ولدت في 14 ديسمبر 1874، وتوفيت في 24 ديسمبر 1950 بسبب مرض.

## وصلات خارجية
- غيرترود إليوت على موقع IMDb (الإنجليزية)
- غيرترود إليوت على موقع الموسوعة البريطانية (الإنجليزية)
- غيرترود إليوت على موقع قاعدة بيانات برودواي على الإنترنت (الإنجليزية)